# UNDER THE SUN (UP-BEATのアルバム)
『UNDER THE SUN』（アンダー ザ サン）は、UP-BEATの4枚目のオリジナル・アルバム。1989年10月21日にビクターインビテーションから発売された。2008年8月20日に紙ジャケット仕様で再発売。

## 解説
前作『HERMIT COMPLEX』より、ちょうど一年ぶりとなるアルバム。
「TEARS OF RAINBOW」以外のシングル曲は全てミキシング違いで収録。収録曲10曲中、4曲（「HAPPY TV」「ONCE AGAIN」「TEARS OF RAINBOW」「陽炎を越えて」）はミュージック・ビデオが制作されているが、いずれも商品化されていない。
この作品が東川真二（ギター）と水江慎一郎（ベース）在籍時代の最後のオリジナル・アルバムとなった（
翌1990年シングル「Rainy Valentine」、ベスト・アルバム『HAMMER MUSIC』を最後に脱退）。
UP-BEATの作品としてLPレコード盤が発売された最後のアルバム。

## 収録曲
| 全編曲: UP-BEAT・佐久間正英。 |                                  |                    |                              |                                          |      |
| #                             | タイトル                         | 作詞               | 作曲                         | 備考                                     | 時間 |
| 1.                            | 「UNDER THE SUN」                | 広石武彦           | 広石武彦・佐久間正英         | アルバムタイトル曲                       | 4:57 |
| 2.                            | 「HAPPY TV」                     | 広石武彦           | 広石武彦                     |                                          | 4:01 |
| 3.                            | 「ONCE AGAIN」(ALBUM REMIX)      | 広石武彦・柳川英巳 | 広石武彦・UP-BEAT            | 一枚目の先行シングルのアルバムリミックス | 3:59 |
| 4.                            | 「SLAM QUARTER」                 | 広石武彦・柳川英巳 | 広石武彦・岩永凡・佐久間正英 |                                          | 4:50 |
| 5.                            | 「道化の涙」                     | 広石武彦           | 広石武彦                     |                                          | 2:33 |
| 6.                            | 「WITHIN YOURSELF」(ALBUM REMIX) | 広石武彦・柳川英巳 | 広石武彦・UP-BEAT            | シングル「ONCE AGAIN」のカップリング     | 4:42 |
| 7.                            | 「EDGE OF MIND」                 | 広石武彦           | 広石武彦・岩永凡             |                                          | 4:38 |
| 8.                            | 「TEARS OF RAINBOW」             | 広石武彦           | 広石武彦・UP-BEAT            | 二枚目の先行シングル                     | 3:36 |
| 9.                            | 「AMEN!」                        | 広石武彦           | 広石武彦                     |                                          | 2:58 |
| 10.                           | 「陽炎を越えて」                 | 広石武彦           | 広石武彦                     |                                          | 5:23 |